# Mikałaj Łazawik
Mikałaj Iwanawicz Łazawik (biał. Мікалай Іванавіч Лазавік, ros. Николай Иванович Лозовик, Nikolaj Iwanowicz Łozowik) – białoruski polityk, deputowany do Rady Najwyższej Republiki Białorusi XIII kadencji, w latach 1996–2000 deputowany do Izby Reprezentantów Zgromadzenia Narodowego Republiki Białorusi I kadencji.

## Życiorys
W 1995 roku mieszkał w mieście Rohaczów. Pełnił funkcję przewodniczącego Rohaczowskiej Rejonowej Rady Deputowanych, był członkiem Partii Komunistow Białoruskiej.
W drugiej turze wyborów parlamentarnych 28 maja 1995 roku został wybrany na deputowanego do Rady Najwyższej Republiki Białorusi XIII kadencji z rohaczowskiego okręgu wyborczego nr 111. 9 stycznia 1996 roku został zaprzysiężony na deputowanego. Od 23 stycznia pełnił w Radzie Najwyższej funkcję członka Stałej Komisji ds. Budownictwa Państwowego i Samorządu Lokalnego. Był przewodniczącym Podkomisji ds. Samorządu Lokalnego. Należał do frakcji komunistów. Od 3 czerwca był członkiem grupy roboczej Rady Najwyższej ds. współpracy z parlamentem Republiki Litewskiej. Poparł dokonaną przez prezydenta Alaksandra Łukaszenkę kontrowersyjną i częściowo nieuznaną międzynarodowo zmianę konstytucji. 27 listopada 1996 roku przestał uczestniczyć w pracach Rady Najwyższej i wszedł w skład utworzonej przez prezydenta Izby Reprezentantów Zgromadzenia Narodowego Republiki Białorusi I kadencji. Zgodnie z Konstytucją Białorusi z 1994 roku jego mandat deputowanego do Rady Najwyższej zakończył się 9 stycznia 2001 roku; kolejne wybory do tego organu jednak nigdy się nie odbyły.

## Udział w fałszowaniu wyborów
Według raportu przygotowanego przez polską Fundację Wolność i Demokracja, Uładzimir Kanaplou brał udział w fałszowaniu wyborów parlamentarnych i prezydenckich. 2 lutego 2011 roku znalazł się na liście pracowników organów administracji Białorusi, którzy za udział w domniemanych fałszerstwach i łamaniu praw człowieka w czasie wyborów prezydenckich w 2010 roku otrzymali zakaz wjazdu na terytorium Unii Europejskiej. Również został wpisany na listę Specially Designated Nationals and Blocked Persons Stanów Zjednoczonych.